# 99389 Marconovi
99389 Marconovi este o planetă minoră (asteroid) din centura de asteroizi. A fost descoperită pe 5 ianuarie 2002 la osservatorio astronomico della Montagna Pistoiese⁠(d) de Luciano Tesi⁠(d). 
Obiectul prezintă o orbită caracterizată de o semiaxă mare de 2,2245006360745 UAi, o excentricitate de 0,17163961908768, o înclinație de 2,2131236264757 ° în raport cu ecliptica.